# Amanojaku
Œuvres principales
- Urikohime (瓜子姫 ; « princesse melon »)

L’amanojaku ou l’amanjaku (天邪鬼, « mauvais esprit céleste ») est un yōkai, créature du folklore japonais. Il est habituellement représenté sous la forme d’un petit oni auquel on attribue le pouvoir de provoquer chez une personne ses désirs les plus sombres et, par conséquent, l'inciter à perpétrer des actes répréhensibles. En japonais moderne, le terme « amanojaku » (天邪鬼) est utilisé pour désigner l’esprit de contradiction.

## Origine
On convient généralement que l’amanojaku provient d’Amanosagume (天探女), une déité maléfique issue des croyances shinto, qui partage avec l’amanojaku la capacité contre-nature de voir dans le cœur des gens. Au fil du temps, elle évolua vers une figure de petit démon farceur, capable de deviner les intentions humaines pour mieux s’y opposer.
Selon d’autres sources, l’amanojaku aurait été introduit au Japon pendant la période Yamato, à l'époque de la propagation du bouddhisme. Les premières traces dans la littérature japonaise de l’amanojaku datent du VIIIe siècle, où il est mentionné dans le Kojiki et le Man'yōshū.
L’introduction de la créature dans les croyances bouddhistes se serait peut-être faite par syncrétisme avec les yaksha. Associé aux plaisirs terrestres (煩悩, bonnō), il est considéré comme un adversaire de premier plan des enseignements bouddhistes. C’est pourquoi il est souvent représenté piétiné ou soumis aux grandes figures du bouddhisme, comme les shukongōshin ou les quatre rois célestes, en particulier Bishamonten, dont ce démon orne parfois le ventre. Dans ce contexte, il est aussi désigné sous le nom de jaki (邪鬼, « esprit/démon de la contradiction »).
D’autres auteurs pensent que l’amanojaku serait issu d’une figure démoniaque du folklore chinois désigné sous le nom de 河伯, Hébó, « seigneur du fleuve » la divinité primaire du fleuve jaune, lui-même parfois assimilé à 海若, Hǎiruò, une autre divinité associée à l’eau moins connue, mais qui peut se lire en japonais « amanojaku ». Ces figures d'origine étrangère ont fusionné avec les croyances locales liées à l’amanojaku.

## Mentions

### Dans la littérature
Dans l’encyclopédie d’époque Edo « Wakan sansai zue », l’on cite le « Sendai kuji hongi », rapportant que de l’esprit déchaîné du héros divin Susanoo naquit la déesse Amanozako, considérée comme l’ancêtre des amanojaku et des tengu.

### Légendes locales
L’une des apparitions les plus connues de l’amanojaku est dans le conte populaire Urikohime (瓜子姫, « princesse melon »), dans lequel un couple de personnes âgées chérissent et abritent du monde extérieur une fille miraculeusement née d'un melon. Un jour, elle laisse naïvement entrer l’amanojaku dans leur demeure où celui-ci, selon les versions, l’enlève ou la dévore et parfois se fait passer pour elle en portant sa peau écorchée.
L’amanojaku est décrit dans les contes populaires (setsuwa) comme un yōkai capable de lire les pensées humaines pour les singer ou s’en moquer. Selon les régions, les croyances diffèrent : 
- Dans les districts d’Akita (Hiraka), d’Ibaraki (Inashiki), de Gunma (Ōra), et de Shizuoka (Tagata), Amanojaku désigne des créatures folkloriques liées à l’écho, comme les kodama ou les yamabiko[5],[6]. Ces échos seraient donc perçus comme des voix imitées par un amanojaku[7].
- Dans les préfectures de Tochigi, Toyama et Gifu, le terme désigne parfois la yamauba[5].
- Dans certaines traditions locales comme à Hakone ou Izu, l’amanojaku est un géant qui tente de détruire ou déplacer des montagnes, échouant chaque fois. On lui attribue ainsi la formation de certaines îles comme Izu Ōshima, ou la présence de pierres disséminées dans les montagnes[3].
- À Iwate, on le dit habitant les cendres du foyer. Dans le Tōhoku, Amanojaku désigne un chrysalide ou un insecte du type psocoptère à Kakunodate (Akita). À Yokote (Akita), on croit qu’il empêche les nourrissons de pleurer[7].
- Dans le district de Minamisaku (Nagano), un amanojaku de grande taille, nommé Kappō (カッポウ), aurait traversé les montagnes en un saut, laissant des traces visibles[8].

### Dans la culture populaire
- Amanojaku est le démon qui possède le chat Kaya dans l'anime Gakkou no Kaidan (en).
- Dans l'anime Hanada shōnen-shi, un amanojaku est le fantôme du jour (épisodes 13 et 14).
- Un personnage du manga Urotsukidoji se nomme Amano Jaku.
- Dans la licence cross-média Yo-kai Watch, l’amanojaku est présent dans le jeu sous la dénomination française de Contrarioni.